# Спорт в Канаде

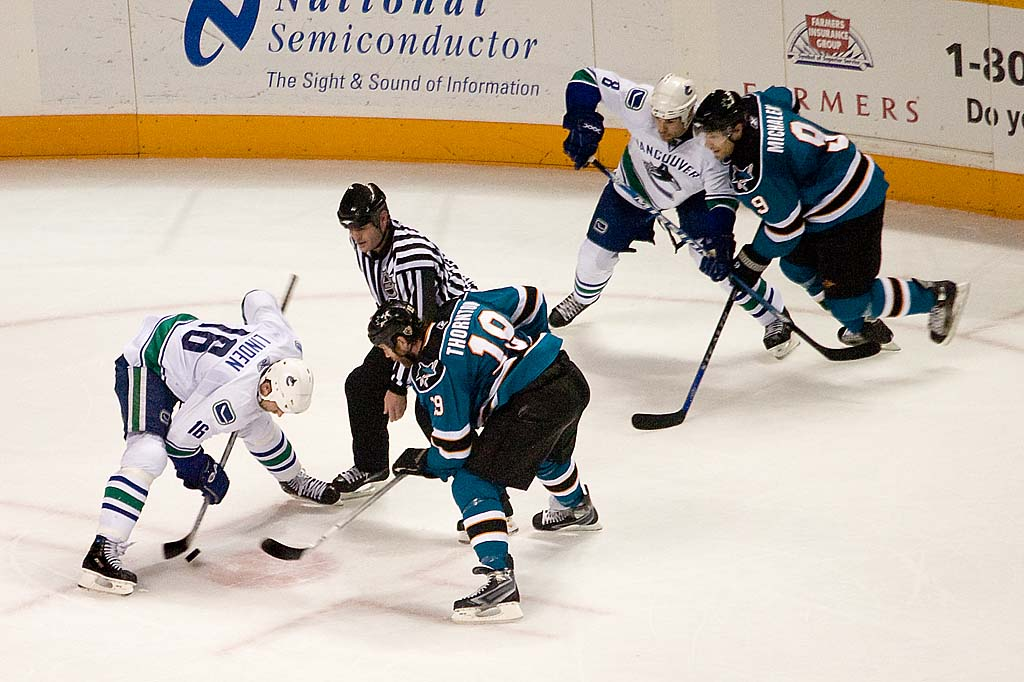
Популярность хоккея на льду

В Канаде развиты различные виды спо́рта. Канадцы с настоящей страстью относятся к хоккею на льду, дисциплине, в которой они являются большими мастерами мирового уровня на протяжении многих лет. По всему миру Канада особенно хорошо выступает в зимних видах спорта (конькобежный спорт на короткой и длинной дистанции, фигурное катание, акробатические лыжи (прыжки на бугристой трассе), кёрлинг). На летних Олимпийских играх спортсмены особенно отличаются в прыжках в воду, беге на 100 м (особенно в 1990-х), синхронном плавании, гребном спорте и гребле на байдарках и каноэ.
Даже притом, что всё более и более популярным становится футбол, более распространёнными являются виды спорта, происходящие из США: канадский футбол (похожий на американский футбол), бейсбол и баскетбол. Впрочем, канадскую франшизу можно найти и в национальных американских чемпионатах (MLB, НБА). Именно в Канаде были установлены современные правила кёрлинга, и за этим видом спорта канадцы следят по телевизору наиболее массово, если не считать хоккей на льду. Баскетбол также увидел свет в Монреале при поддержке Джеймса Нейсмита.
В Монреале в 1976 состоялись XI Летние Олимпийские Игры, в Калгари в 1988 — XV Зимние Олимпийские Игры и в Ванкувере в 2010 — XXI Зимние Олимпийские игры.

## Физкультура в жизни канадцев
Спорт занимает большое место в жизни простых канадцев. Зимой вся страна проводит вечера у телевизора, болея за хоккейные команды и фигуристов. Детский спорт является нормой. Летними вечерами и по выходным целые семьи приезжают на районные и пришкольные стадионы поболеть за своих детей, как мальчиков, так и девочек. Всё больше родителей отдают своих дочерей с пяти-шести лет на хоккей и футбол, надеясь, что это не только укрепит их физически, но и разовьёт в них коллективизм и упорство. Порой одновременно на соседних полях проходит несколько матчей — по бейсболу, американскому и европейскому футболу. Многие семейные канадцы добровольно участвуют в жизни спортивных команд своих детей, тренируют школьников, готовят поле для игры, следят за инвентарём и т. д. В городах почти в каждом районе существуют плавательные бассейны и крытые ледовые катки, которые привлекают канадцев всех поколений, от малышей до стариков.

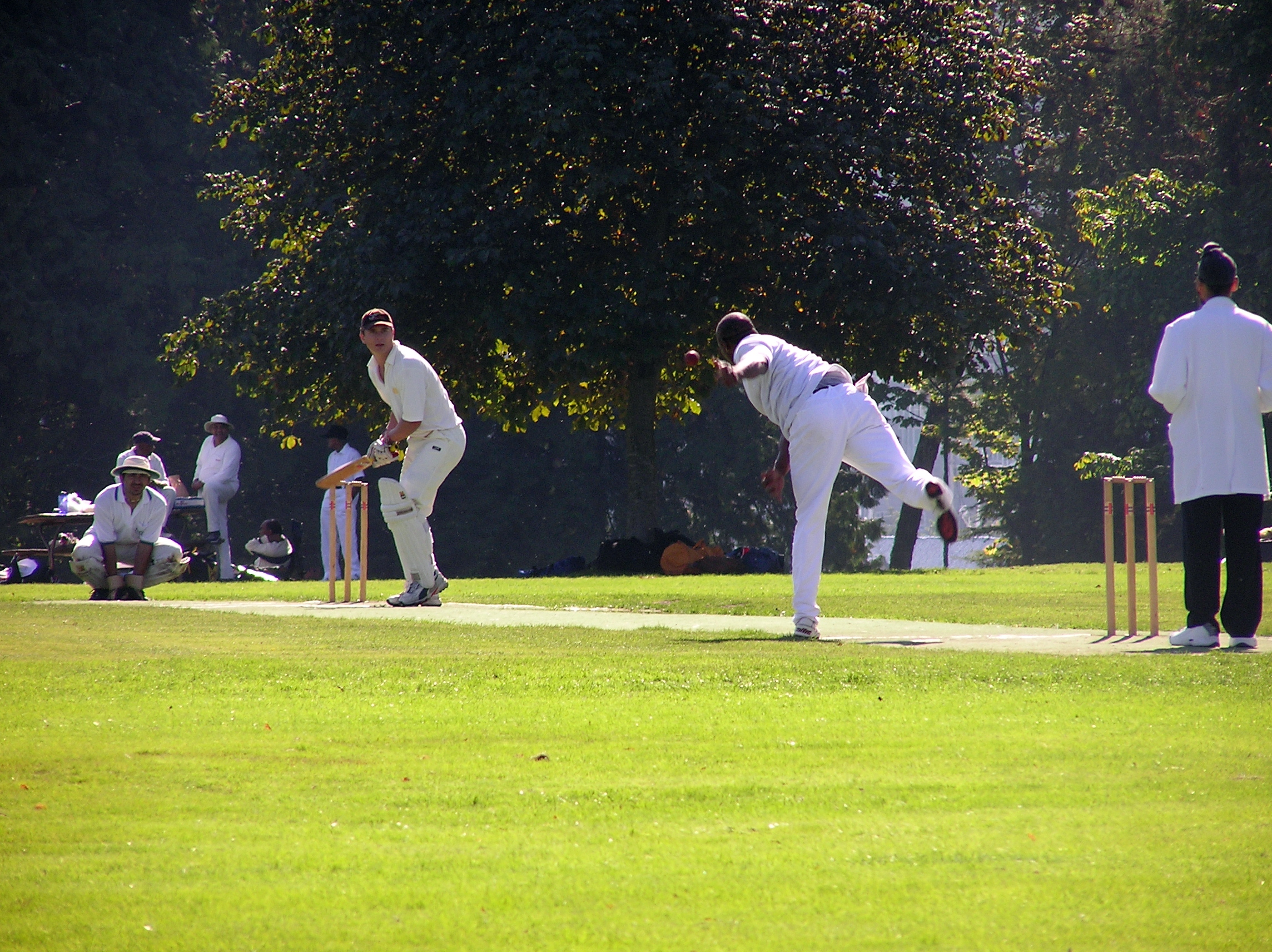
Крикет

Официальным зимним спортом Канады является хоккей, это очень популярный досуг. К самым распространённым видам летнего спорта относятся национальная игра лакросс, а также хоккей на траве и футбол. Другими популярными в Канаде видами спорта являются фигурное катание, лыжный спорт, кёрлинг и канадский футбол (схожий с американским вариантом).
В 2010 году в Ванкувере и на расположенном к северу от города горнолыжном курорте Уистлер были проведены XXI Зимние Олимпийские Игры, на которых Канада в общекомандном зачете заняла первое место.